# FC Sochaux II
El FC Sochaux II es un equipo de fútbol de Francia que juega en el Championnat National 3, la quinta liga de fútbol más importante del país.

## Historia
Fue fundado en la ciudad de Montbéliard y es el principal equipo reserva del FC Sochaux, el cual milita en la Ligue 1, la liga más importante de Francia, por lo que no es elegible para jugar en ella, aunque sus jugadores pueden formar parte del primer equipo durante la temporada de fútbol si así se requiere.
El equipo está compuesto principalmente por jugadores menores de 23 años más algunos jugadores experimentados que ayuden a que éstos jugadores estén preparados para jugar con el primer equipo.